# Sulon
Der Sulon ist ein Fluss in Frankreich, der im Département Côtes-d’Armor in der Region Bretagne verläuft. Er entspringt beim Weiler Le Cotier, im südwestlichen Gemeindegebiet von Le Vieux-Bourg, entwässert generell in südwestlicher Richtung und mündet nach rund 29 Kilometern an der Gemeindegrenze von Sainte-Tréphine und Bon Repos sur Blavet als linker Nebenfluss in den Blavet.

## Orte am Fluss
- Kerstéphan, Gemeinde Le Vieux-Bourg
- Kerguéner, Gemeinde Saint-Gilles-Pligeaux
- Canihuel
- Pellinec, Gemeinde Canihuel
- Saint-Nicolas-du-Pélem
- Kermarc’h, Gemeinde Saint-Nicolas-du-Pélem
- Sainte-Tréphine
- Landizès, Gemeinde Sainte-Tréphine
- Kerrault, Gemeinde Bon Repos sur Blavet